# Melbourne Cup

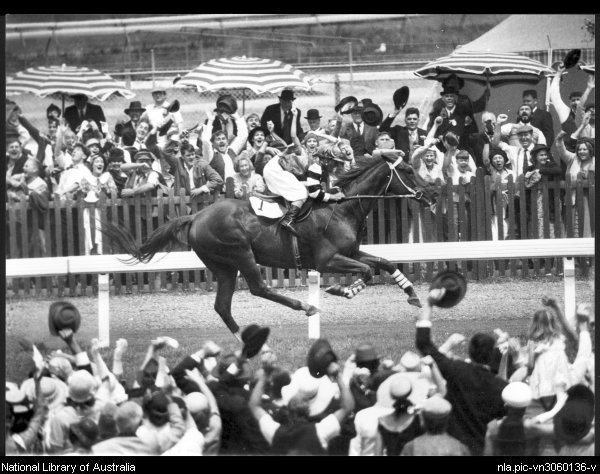
Phar Lap zwyciężający w Melbourne Cup w 1930 roku

Melbourne Cup (Wyścig o Puchar Melbourne) – największy w Australii doroczny wyścig konny rozgrywany w pierwszy wtorek listopada (dzień ten jest świętem publicznym, dniem wolnym od pracy) w stanie Wiktoria.
W wyścigu na dystansie 3200 metrów biorą udział konie co najmniej 3 letnie.
Melbourne Cup rozgrywany jest od listopada 1861 roku na torze wyścigowym we Flemington (Melbourne). Jest on uznawany za najbardziej prestiżowy wyścig na dystansie 2 mil na świecie, aczkolwiek po przyjęciu przez Australię systemu metrycznego w 1972 roku dystans został zmniejszony z 2 mil (3218 metrów) do 3200 metrów.
Wyścig jest bardzo popularnym wydarzeniem w całej Australii. Gromadzi on na stadionie ponad 110 tysięcy widzów, a życie w całej Australii zamiera na chwilę podczas samego 3 minutowego biegu.